# 升變
升變（英語：promotion）是國際象棋中的一種特殊著法。一方的兵从初始位置到達对面最底一橫行時，将立即變为己方后、車、馬、象的其中一種。升变的棋子种类由棋手自由选择，不受棋盘上现有棋子的限制。
在一些變體中，容許兵升變成王甚至是對方的棋子。
由於后在棋子中威力最強，故兵升变成后最为常见，稱為「變后」（Queening）。兵變為其他子的升變稱為「低升變」（Underpromotion），多數只於棋局問題中出現。
因后兼具车、象的功能而不具备马的功能，故兵升變為馬有時能发挥特别作用，例如將杀对方，抽吃对方后、车等大子，或在劣势下谋求和棋。升變為車的情况较为少见，一般是為避免對方無子可動而被逼和，在过去的棋規上，也可以用來進行升變王車易位（但现已不再可行）。現實棋局中，升變為象最为罕見，大約33000局之中只有1局。
截至2006年，包含3,200,000棋局（大部分是國際大師的對賽）的ChessBase資料庫中約1.5%的棋局有升變一著。在這些升變當中（把同一棋手升變成同一子的所有棋局視為一局），升變的比例大約是：
- 升變為皇后─96.9%
- 升變為馬─1.8%
- 升變為車─1.1%
- 升變為象─0.2%

升變並不限於被吃掉的子。一些較精緻的棋盤會附帶黑白色各一隻后，以為升變之用。若無多餘的后可用，可以把車上下反轉、或將馬平放，作為升變而成的后。（一局之内可以存在多个后）
中国棋中的兵卒过河後获得横行的能力，也可看作升变的一种形式。而日本将棋也存在棋子升变的规则。